# Medalla de Jordi
La Medalla de Jordi (anglès: George Medal) és la segona màxima distinció civil del Regne Unit i de la Commonwealth
Va ser instituïda el 24 de setembre de 1940 pel Rei Jordi VI. Es va crear durant el Blitz, època en què hi havia un gran desig de recompensar moltes accions de valentia civil, accions però, que si s'haguessin recompensat amb la Creu de Jordi, aquesta hagués quedat devaluada. Per això es va crear la Medalla de Jordi com un grau inferior. El patiment del poble es veia recompensat per aquesta concessió.
La seva creació va ser publicada a la Gaseta de Londres del 31 de gener de 1941.
Durant la II Guerra Mundial no es podia atorgar de manera pòstuma, però això es modificà el 1977, i se n'han atorgat prou així.
S'ha atorgat unes 2.000 vegades. La primera dona a rebre-la va ser D. Clarke, i la primera concessió honorífica va ser al sr. JHF Hansen (ciutadà danès), el 18 de desembre de 1940.

## Disseny
Circular en argent d'1,42 polzades, amb el nom del receptor imprès en lletres majúscules. L'anvers mostra l'efígie del monarca britànic vigent coronat (Jordi VI ó Elisabet II), i al revers, Sant Jordi matant al drac amb la inscripció "The George Medal".
La cinta és vermella amb 5 franges estretes, de color blau, en honor de la banda del mateix Rei.
Una barra sobre la cinta indica una segona condecoració.